# Штефенешть (Вилча)
Штефенешть, Штефенешті (рум. Ștefănești) — село у повіті Вилча в Румунії. Входить до складу комуни Штефенешть.
Село розташоване на відстані 148 км на захід від Бухареста, 56 км на південь від Римніку-Вилчі, 46 км на північний схід від Крайови.

## Населення
За даними перепису населення 2002 року у селі проживали 884 особи. Усі жителі села рідною мовою назвали румунську.
Національний склад населення села:
| Національність | Кількість осіб | Відсоток |
| -------------- | -------------- | -------- |
| румуни         | 877            | 99,2%    |
| цигани         | 7              | 0,8%     |